# Huutsaari (ö i Södra Savolax, S:t Michel)
Huutsaari är en ö i Finland. Den ligger i sjön Herajärvi och i kommunen Mäntyharju i den ekonomiska regionen  S:t Michel och landskapet Södra Savolax, i den södra delen av landet, 170 km nordost om huvudstaden Helsingfors. Öns area är 4,2 hektar och dess största längd är 360 meter i sydväst-nordöstlig riktning.